# Перкутана ултразвучна литотрипсија
Перкутана ултразвучна литотрипсија (ПУЛ) или перкутана нефролитолапаксија метода је избора у лечењу: камена (калкулуса) у бубрегу или мокраћној цеви, код пацијената са великим каменом или каменом неправилног облика, код особа са инфекцијама мокраћног система, камена који није довољно разбијен  екстракорпоралном литотрипсијом ударним таласом, или код оних који нису кандидати за други уобичајене методе лечења камена већег од 2 cm.
Метода припада групи ендоскопских минимално инвазивних процедура, јер је мање инвазивна у односу на отворене хируршке технике, које имају своје специфичности, у области безбедности и потенцијалних компликација. 
Обе процедуре укључују улазак у бубрег кроз мали рез на леђима. Када хирург дође до бубрега, нефроскоп (минијатурна фибероптичка камера) и други мали инструменти се увлаче кроз рупу. Ако се камен уклони кроз цев, то се зове нефролитотомија. Ако се камен разбије, а затим уклони, то се зове нефролитотрипсија. Хирург може да види камен, да користи високофреквентне звучне таласе да разбије камен и „усисава“ прашину помоћу машине за усисавање.

## Основне информације
Кроз минимални хируршки рез дужине пола сантиметра на кожи слабине улази се инструментом у бубрежну карлицу и механички разбија камен који је недоступан другим апаратима. Каменци се дезинтегришу (уситњавају) преко малог ултразвучног трансдјусера како би се његови делови потом кроз инструмент директно могли уклонити. 
Као и остале технике фрагментисања камена у бубрегу и ПУЛ може да има утицај на бубрежну функцију. 
Селекција пацијената за ПУЛ обавља се према препорукама за третман калкулозе бубрега Европске асоцијације уролога и сви су имали камен већи од 2 cm. Након спроведених радиографских процедура карактеристике калкулуса, величина, број и положај, као и анатомска грађа сабирног система бубрега и самог бубрега разврставају се према Guy’s Stone Score класификације (ГСС) а болесници се сврставају у једну од четири понуђене категорије.

## Избор пацијената
Иако је ПУЛ минимално инвазивна метода ипак она је хируршка процедура, и да би се избегле евентуалне компликације, пре интервенције пацијент мора бити свестрано анатомиски и клинички сагледан. Зато се у припреми поред стандардних дијагностичких процедура (нативни рендген снимка трбушних органа, бубрега, уретера и мокраћне бешике) за планирање и одређаивање приступа камену и веће вероватноће успеха интервенције обавезна ради и интравенска урографија (ИВУ) или компјутеризована томографија (КТ) мокраћног система и трбуха. Такође поред процедуралне сонографије и флуороскопије бубрега и околних структура у припреми се препоручује и:
- утврђивање оптималне локације приступа камену на основу његове позиције у бубрегу (вентрални или леђни)
- утврђивање да околни органи поред или око бубрега (нпр. слезине, јетре, дебело црево, плућна марамица, плућа) нису на планираном перкутаном путу инструмента до камена[6][7]

## Предности и недостаци
Једна од предности ове методе је што је најефикаснија техника за неоперативни уклањање камења у бубрегу. Већина пацијената након ове методе напушта болницу без камења, са стопом успешности од 95% до 98%.
Метода је јако успешна, али код неких пацијенат ће бити потребна још једна процедура за потпуно уклањање камена.  
Свака операција на бубрегу, па и ова носи релативно редак дугорочни ризик од високог крвног притиска или смањене функције бубрега касније у животу.
Иако је оперативни рез код ПУЛ мање инвазиван од реза код потпуно отворене операције за лечење камена у бубрегу, метода спада међу теже операције, које могу да изводе само хирурзи са завршеном специјализованом обуком за ПУЛ, или се често изводи од стране мултидисциплинарног добро обученог тима који чине уролози, радиолози и анестезиолози. 
Највећи број бубрежног камењa може се уклонити применом перкутане литотрипсије. Међутим, ако је терапеутима на располагању апарат за екстракорпорална литотрипсија ударним таласом (ЕСВЛ), перкутана ултразвучну литотрипсију треба користити само када постоји вероватноћа да ће исход интервенције после ЕСВЛ бити неповољнији.